# Iliade ambrosienne

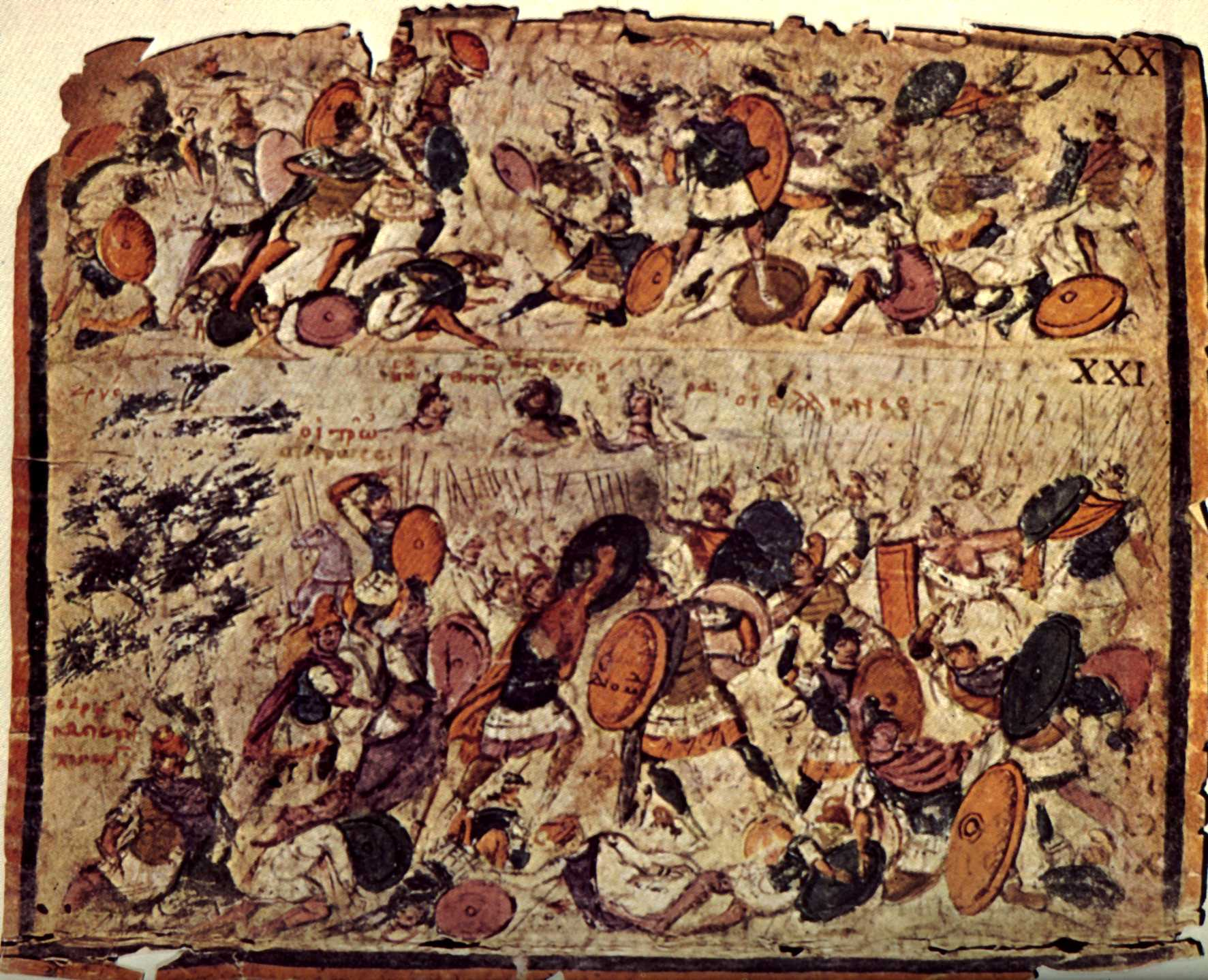
Scènes de combat dans l’Iliade ambrosienne, Ve s.

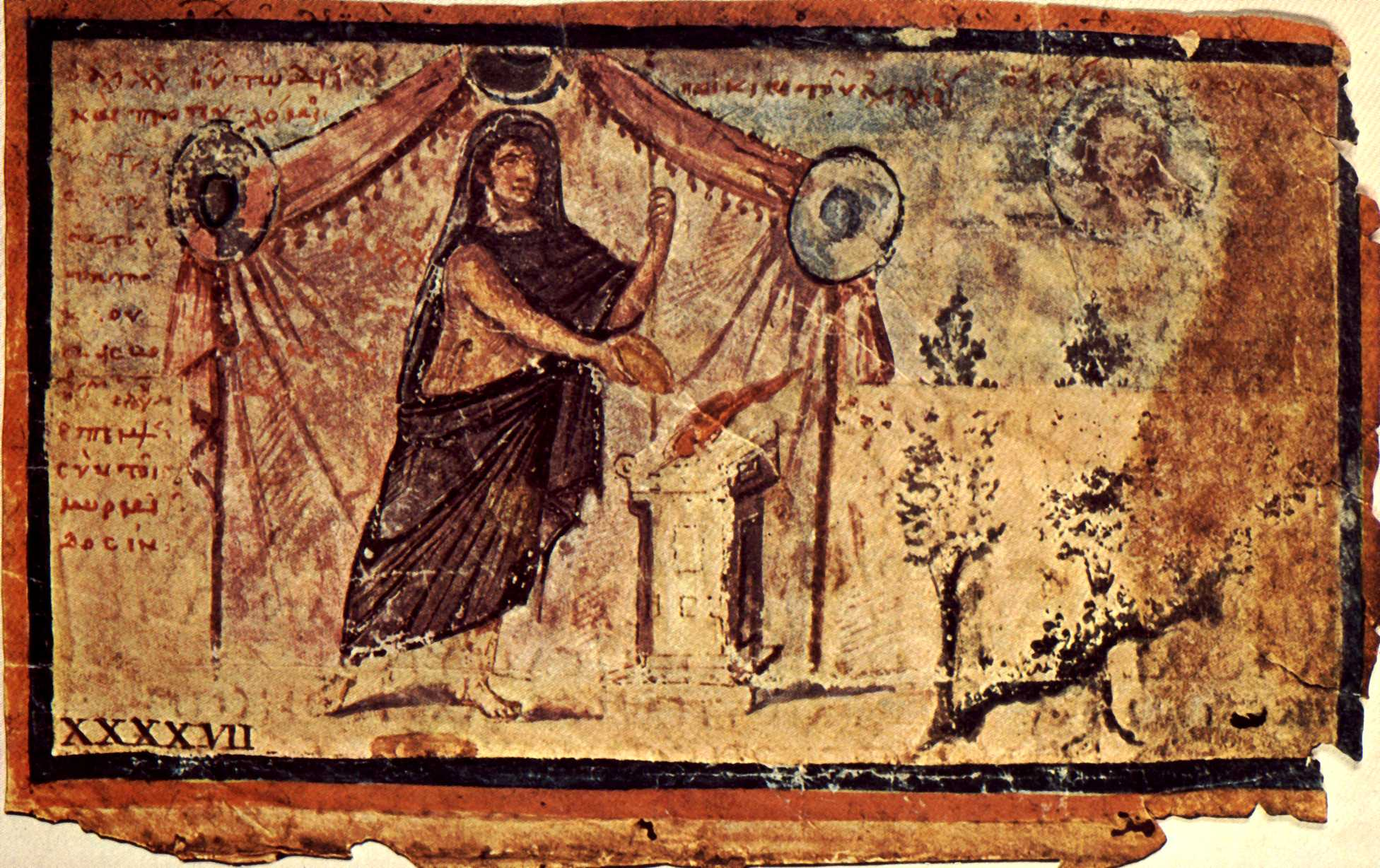
Achille sacrifiant à Zeus pour le retour de Patrocle.

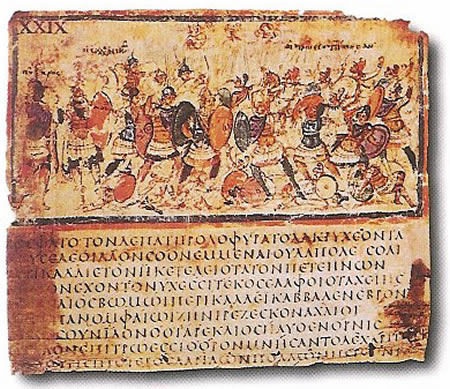
Iliade ambrosienne, fragment 39.

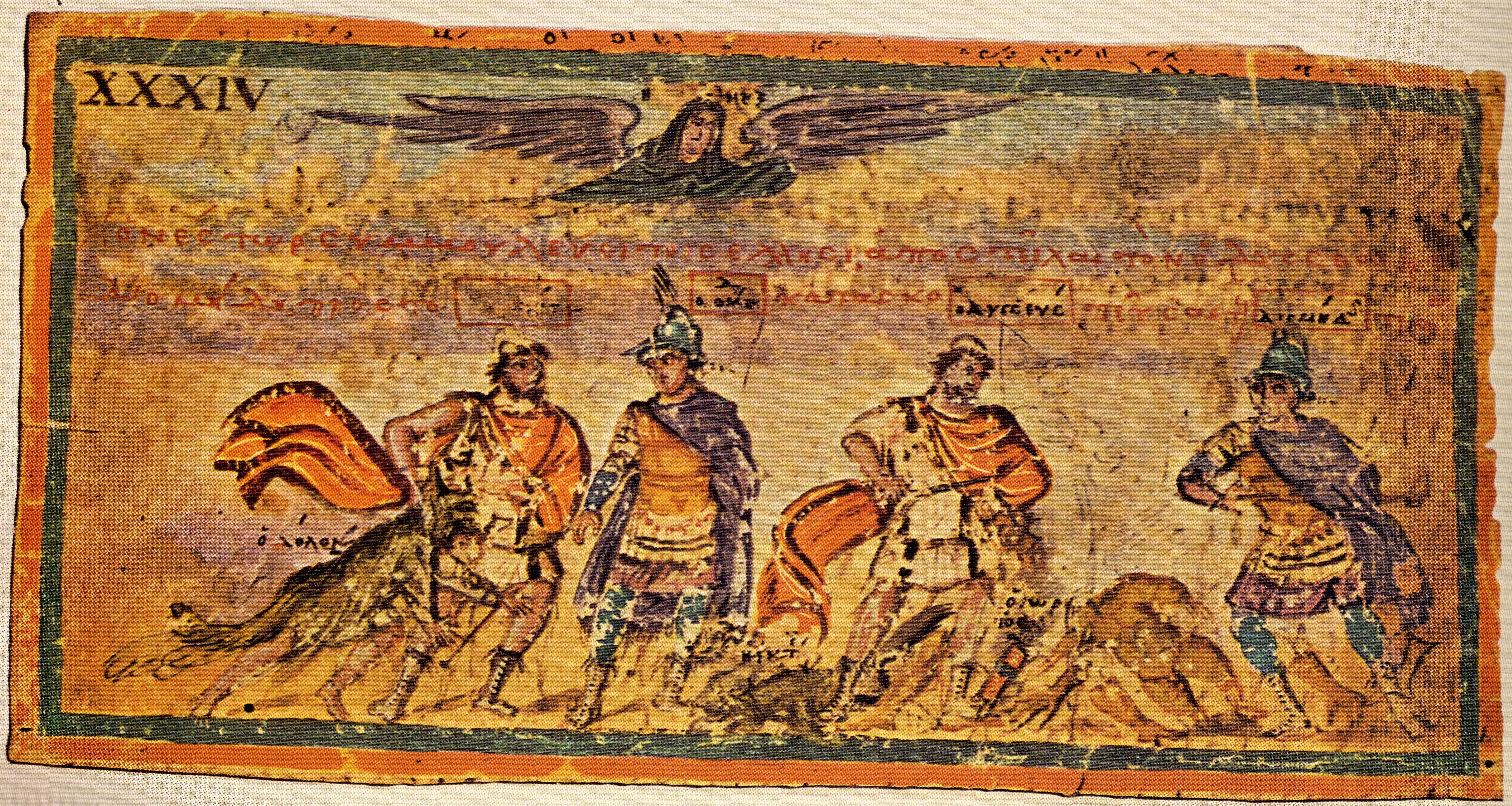
Capture de Dolon par Ulysse et Diomède, favorisés par Athéna.

L’Iliade ambrosienne est un manuscrit enluminé de l’Iliade d'Homère réalisé au Ve siècle, et conservé à la bibliothèque Ambrosienne de Milan (Cod. F. 205 Inf.). 

## Histoire

### Origine
L'ouvrage aurait été produit à Constantinople à la fin du Ve ou au début du VIe siècle, plus précisément entre 493 et 508. Cette hypothèse chronologique est le fait de l'historien Ranuccio Bandinelli, qui explique de cette façon l'abondance de la couleur verte sur les illustrations : le vert était en effet la couleur de la faction de l'hippodrome au pouvoir à cette époque

### Le livre au fil du temps
À la fin du XVIe siècle, le livre est arrivé dans la collection du collectionneur italien Gian Vincenzo Pinelli. Après sa mort en 1601, le cardinal Federico Borromeo fit en 1608 l'acquisition de la collection complète de Pinelli, soit environ 8 500 livres, pour la création de la bibliothèque ambrosienne.
En 1811, le livre fut redécouvert dans les archives de la bibliothèque. Le texte caché derrière certaines images fut alors également redécouvert. Il fut ensuite décidé de procéder à une étude systématique de l'ensemble du livre, cette mission alors confiée au cardinal Angelo Mai. 
En 2008, le livre a été montré dans son entier lors d'une exposition pendant l'été.

## Description
Cet ouvrage est un manuscrit enluminé sur vélin qui a été dépecé et réduit à une série de miniatures. Cette collection rassemble 51 fragments de parchemin illustrés pour un total de 58 images, les parties de texte étant écrites en grec classique.
Les images montrent une grande variation dans leur composition et leurs différences stylistiques, allant des scènes simples à des scènes complexes. Cela suggère que le livre a été créé depuis longtemps et probablement par plusieurs artistes.
Le numéro d'archive du livre dans la bibliothèque ambrosienne est F 205 inf.
C'est l'un des manuscrits enluminés les plus anciens qui subsistent ainsi que la seule copie illustrée d'un ouvrage d'Homère existante. Avec le Vergilius vaticanus et le Vergilius romanus, il est l'un des trois manuscrits enluminés de la littérature classique à avoir survécu à l'Antiquité.